# Château de Clavières (Polminhac)
Pour les articles homonymes, voir Clavières (homonymie).
Le château de Clavières est un château situé à Polminhac dans le Cantal, sur une hauteur dominant le vallée de la Cère, en vis-à-vis du château de Pesteils.
Il y a dans le Cantal deux autres châteaux du même nom avec lesquels il ne doit pas être confondu : le château de Clavières-Ayrens et celui de Velzic.

## Descriptions
Ce château comprend un corps de bâtiment rectangulaire en pavillon de neuf travées régulières et de deux étages carrés sous un comble brisé percé d'autant de lucarnes, avec en son milieu une tour ronde formant rotonde.
Son architecture s'inspire de celle du bâtiment de la préfecture d'Aurillac construit entre 1800 et 1806 par l'ingénieur Demets.
Il possède un parc remarquable.

## Historique
Construit ou reconstruit entièrement en 1857 par Joseph Salvages de Clavières (1830-1911), conseiller général du Cantal, sur une terre dite « Redonde » achetée le 23 février 1835 par son père François-Louis Salvages de Clavières (1802-1847) qui en avait fait le projet.
Le château a repris le nom d'une terre de Clavières qui était possédée plus anciennement par Gabriel Salvatge (1706-1743), oncle mort sans enfants.
Le château avec son domaine comprenant la chapelle, les communs, le parc avec sa pièce d’eau sont protégés au titre de son inscription à l'inventaire supplémentaire des monuments historiques le 6 octobre 2021.